# قضية المنيا
قضية المنيا قضية حكم فيها المستشار سعيد يوسف بإعدام أكثر من خمس مائة شخص بعد ثلاثة أيام من رفعها، بتهمة «الاعتداء على مركز شرطة مطاي، وقتل العقيد مصطفى رجب نائب مأمور المركز، والشروع في قتل شرطي وضابط، وإطلاق الأعيرة النارية، والاستيلاء على أسلحة مركز الشرطة». صدر الحكم بعد جلستين، الأولى استغرقت 20 دقيقة، والثانية أصدر فيها القاضي حكمه بدون حضور متهمين أو محامين عنهم لتكون أول قضية يحكم فيها بالإعدام دون الاستماع إلى الدفاع أو شهود أو فض أحراز القضية، وأيضا أول حكم يصدر رغم قيام هيئة الدفاع عن المتهمين برد المحكمة في جلستها السابقة - ووفقا للإجراءات القانونية كان يتعين وقف نظر القضية لحين الفصل في طلب الرد، وهو ما لم يفعله القاضي
كان عدد اتهم فيها خمسمائة وأربعة وخمسين (545) من أنصار جماعة الإخوان المسلمين بالمشاركة في أحداث عنف بمركز مطاي بعد فض اعتصام رابعة العدوية. بدأت جلسات المحاكمة في محكمة جنايات المنيا يوم السبت. وحضر 147 متهما المحاكمة، بينما صدر الحكم على 398 غيابيا، ويوم 24 مارس 2014م قضي ببراءة 14 متهما وإحالة 528 متهما للمفتي (للموافقة على الإعدام) وحددت جلسة 28 أبريل للنطق بالحكم مع استمرار حبس المتهمين لحين ورود رأي المفتي. . صرح أحدهم في مداخلة هاتفية أنه لم يستدعى للنيابة.

## ردود فعل
معارضة
- انتقدت المنظمة العربية للإصلاح الجنائي الحكم ووصفته أنه «شديد الانتقام ومبالغ فيه ويفتقد لمعايير العدالة المفترضة في أي محاكمة» لافتا إلى أن الحكم لم يصدر مثله أثناء فترة التسعينات حين انتشر الإرهاب في مصر.[2] ونددت 14 منظمة حقوقية بالحكم.[4]
- استنكرت الأمم المتحدة رسميا الحكم على لسان نائب بان كي مون الذي «أصيب بالفزع»[5] ومفوضية الأمم المتحدة لحقوق الإنسان وأن المحاكمة شابها خروقات وأنها لم تكن عادلة.[6]
- نددت منظمة العفو الدولية بالحكم أيضا مشيرة إلى ازدواجية أحكام القضاء المصري، وأن إحالة هذا العدد للإعدام في قضية واحدة سابقة في تاريخ العالم.[7]

مؤيدة
- أيد محمد أبو حامد الحكم وطالب «بتغليظ العقوبة على كل من يرتكب جرائم إرهابية حتى يكون عبرة».[8]

## قضية أبريل
أصدر نفس القاضي من نفس المحكمة يوم 27 أبريل 2014م أحكاما لعدد آخر بالسجن لمدد تتراوح بين 57 و88 عاما، وهي التي تعد الأطول في تاريخ القضاء المصري.